# Familie intakt
Familie intakt ist eine zehnteilige Lustspielreihe des Fernsehens der DDR, die mit dem Untertitel Eine Familiengeschichte zusammengeführt von Günter Stahnke von April bis August 1984 im 2. Programm ausgestrahlt wurde. Die einzelnen Folgen wurden im Stil von Fernsehschwänken vor Publikum öffentlich aufgezeichnet.

## Handlung
Im Mittelpunkt der zehn Geschichten, bei denen es sich jeweils um Stücke unterschiedlicher Autoren und mit in sich abgeschlossenen Handlungen handelt, die vom Regisseur Günter Stahnke zusammengeführt wurden, steht die weitverzweigte Familie von Johanna, genannt Hanni (Ingeborg Krabbe), und deren späteren Ehemann Walter Plonk (Helmut Schreiber). Sie sind (Stief-)Eltern von drei Kinder, Adam Plonk (Günter Schubert), Elke Mädler (Michèle Marian) und Klaus Plonk (Dietmar Richter-Reinick), die sich im heiratsfähigen Alter befinden. Bis diese und deren Freundeskreis die jeweils richtigen Heiratspartner gefunden haben, gibt es zahlreiche heitere Verwicklungen.
Einige der Folgen wie beispielsweise Reizende Ferien von Goetz Jaeger waren bereits früher teilweise mit einigen der gleichen Schauspieler verfilmt worden.

## Gastauftritte
Verschiedene beliebte DDR-Schauspieler und -Komiker wie Herbert Köfer und Manfred Uhlig hatten in einigen der Folgen Gastauftritte.

## Episodenübersicht
| Folge | Titel                    | Erstausstrahlung | Buch und Regie | Szenarium                     | Dramaturgie     |
| ----- | ------------------------ | ---------------- | -------------- | ----------------------------- | --------------- |
| 1.    | Sein erstes Rendezvous   | 24. April 1984   | Günter Stahnke | Hans Krause                   | Manfred Petzold |
| 2.    | Alle für eine            | -                | Günter Stahnke | Bärbel Wallstein, Hans Krause | Manfred Petzold |
| 3.    | Wer zuletzt lacht...     | -                | Günter Stahnke | Wolfgang Ebelling             | Klaus Tudyka    |
| 4.    | Die lieben Kinder        | -                | Günter Stahnke |                               |                 |
| 5.    | Reizende Ferien          | -                | Günter Stahnke | Goetz Jaeger                  | Klaus Tudyka    |
| 6.    | Lotti kriegt ein Kind    | -                | Günter Stahnke |                               |                 |
| 8.    | Kurschatten              | -                | Günter Stahnke |                               |                 |
| 9.    | Die Hochzeitsmacher      | -                | Günter Stahnke |                               |                 |
| 10.   | Enkel haben flinke Beine | 25. August 1984  | Günter Stahnke |                               |                 |

## DVDs
- Die komplette Lustspielserie ist als 4er-DVD-Box 2014 erschienen.